# Яницький Олександр Миколайович
Олекса́ндр Мико́лайович Яни́цький  (26 травня 1871, Комаргород, нині село Томашпільського району Вінницької області — 9 квітня 1943) — український біофізик.

## Біографія
Олександр Яницький родом із Комаргорода на Поділлі.
1895 року закінчив фізико-математичний факультет Київського університету. 1904 і 1906 року працював у лабораторії Паризького університету, 1912 року — в лабораторії Кембриджського університету.
5 років учителював у реальній школі міста Новозибков Чернігівської губернії (нині Брянської області Росії).
6 років працював асистентом Київського політехнічного інституту.
5 років був учителем фізики в Колегії Ґалаґана.
Автор підручника практичних вправ із фізики.
За Першої світової війни Яницький був головним контролером рентгенівських кабінетів Південно-Західного фронту російської армії. Член Воєнно-промислового комітету Києва.
В одному семестрі читав курс фізики в Київському українському народному університеті.
У 1919—1920 роках приват-доцент кафедри фізики українського університету в Кам'янці-Подільському (призначено 29 жовтня 1919 року).
Від 1920 року Яницький на еміграції в Німеччині. Асистент Кайзер-Вільгельм інституту біофізики у Франкфурті над Майном.

## Наукова діяльність
Наукові праці Яницького стосуються біологічної дії іонізованого повітря, радіоактивних речовин та рентгенівських променів.
Яницький — винахідник нового типу рентгенівської трубки.